# Enoshima Dentetsu
Die Enoshima Dentetsu (jap. (江ノ島電鉄株式会社), Enoshima Dentetsu kabushiki-gaisha, engl. Enoshima Electric Railway Co., Ltd.), kurz Enoden (jap. 江ノ電) genannt, ist eine japanische Bahngesellschaft. Das Unternehmen mit Sitz in Fujisawa betreibt eine Bahnlinie in der Präfektur Kanagawa und ist eine vollkonsolidierte Tochtergesellschaft der Odakyu Group.

## Unternehmen

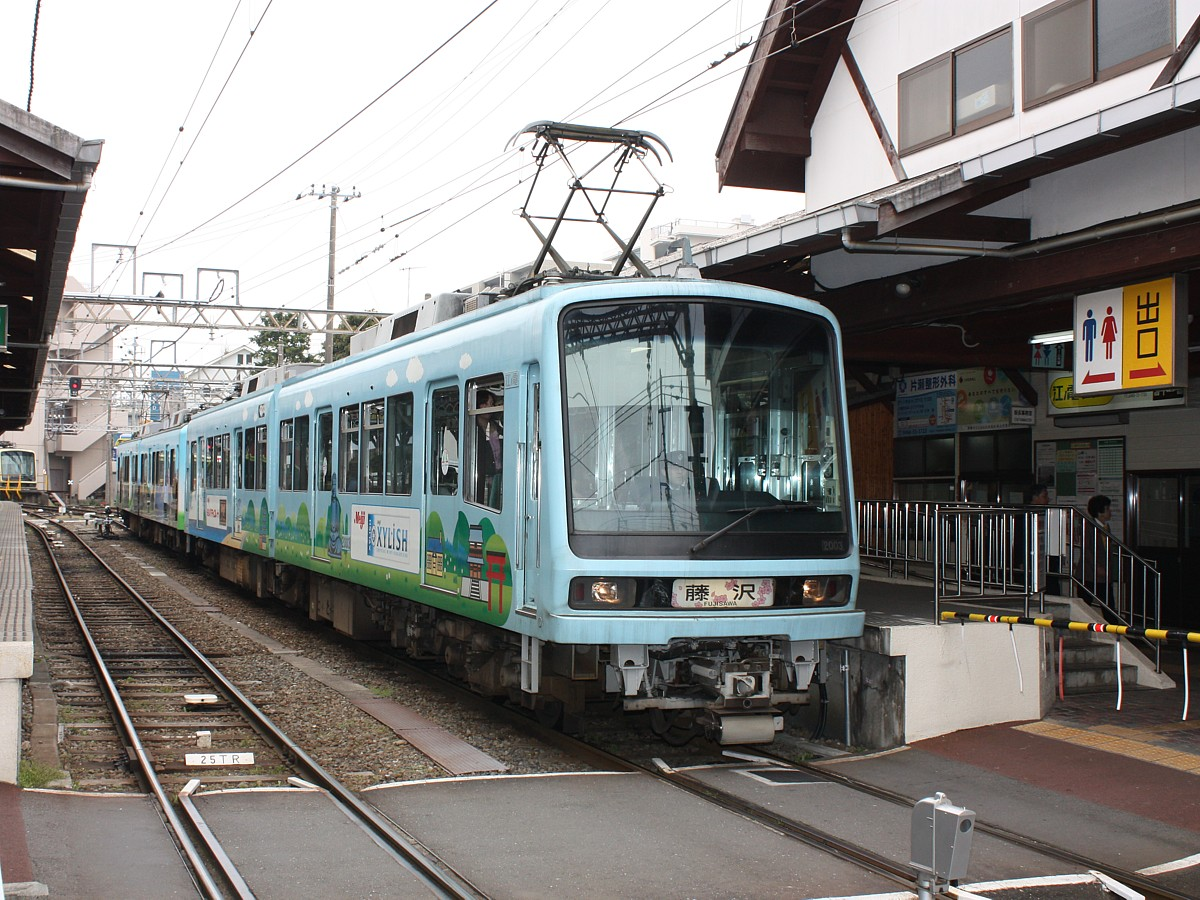
Triebzug auf der Enoshima-Dentetsu-Linie

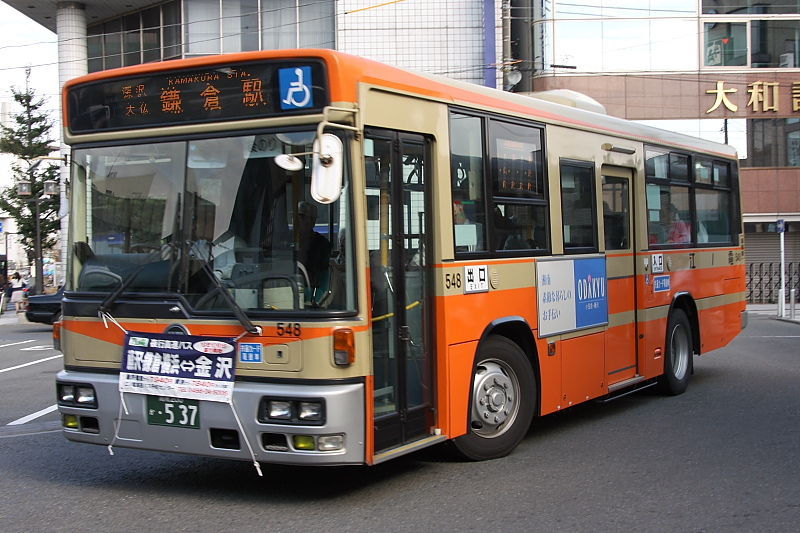
Linienbus in Kamakura

Entlang dem Nordufer der Sagami-Bucht betreibt die Enoshima Dentetsu die nach ihr benannte Enoshima-Dentetsu-Linie. Diese zum Teil straßenbahnähnlich trassierte Bahnlinie ist 10,0 km lang und verbindet Fujisawa mit Kamakura. Dabei erschließt sie die touristisch bedeutende Region Shōnan mit zahlreichen Sehenswürdigkeiten und Kulturgütern.
Zweites Standbein ist das untergeordnete Busunternehmen Enoden Bus (江ノ電バス). Es führt Linien- und Reisebusverkehr durch und erbringt eine breite Palette besonderer Transportdienstleistungen. Das Streckennetz umfasst mehrere Dutzend Linien und erstreckt sich über die Städte Fujisawa, Kamakura und Yokohama. Hinzu kommen Schnellbuslinien zum Flughafen Tokio-Haneda sowie nach Kyōto und Osaka.
Ebenso betreibt die Enoshima Dentetsu mehrere touristische Einrichtungen auf der Halbinsel Enoshima. Dazu gehören der 60 m hohe Leuchtturm Enoshima Sea Candle, der Samuel-Cocking-Garten, mehrere Souvenirläden, ein Parkhaus und ein Restaurant. Der Hügel im Zentrum der Halbinsel wird durch den Enoshima Escar erschlossen, eine aus vier Sektionen bestehende Rolltreppenanlage.

## Geschichte
Die Gründung der Enoshima Dentetsu erfolgte am 25. November 1900 mit einem Aktienkapital von 200.000 Yen. Sie begann daraufhin mit dem Bau der Bahnstrecke und nahm sie zwischen 1903 und 1910 in vier Etappen in Betrieb. Bereits nach zehn Jahren hörte das Unternehmen auf zu existieren, mit der Übernahme durch die Elektrizitätsgesellschaft Yokohama Denki am 3. Oktober 1911. Diese wiederum ging am 1. Mai 1921 in der Tōkyō Dentō auf, einer Vorgängerin von Tepco.
Am 10. Juli 1926 wurde eine zweite Gesellschaft namens Enoshima Dentetsu gegründet, die mit der ersten nichts gemeinsam hatte. Ihr Ziel war es, zwischen Ōfuna und Chigasaki eine elektrische Überlandstraßenbahn zu errichten, doch die Lizenz erlosch 1930, ohne dass es zu Bauarbeiten gekommen wäre. Das Unternehmen nahm stattdessen im Juli 1927 den Busbetrieb auf und erwarb am 1. Juli 1928 von Tōkyō Dentō die Bahnstrecke zwischen Fujisawa und Kamakura. Am 20. Oktober 1938 verfügte die Regierung das Zusammengehen mit der Tōkyō Yokohama Dentetsu (heute Tōkyū Dentetsu), um während des Pazifikkriegs die Effizienz des Managements zu steigern. Ab 1947 war die Enoshima Dentetsu wieder eigenständig, ihre Aktien wurden ab Mai 1949 an der Tokioter Börse gehandelt.
Mit dem Börsengang verbunden war die Umbenennung des Unternehmens in Enoshima Kamakura Kankō und ab 1951 eine dem neuen Namen entsprechende Expansion in den Tourismus. Am 1. August 1953 übernahm die Odakyū Dentetsu die Aktienmehrheit, seither ist das Unternehmen eine Tochtergesellschaft der Odakyu Group. Nachdem 1979 der Aktienhandel ausgesetzt worden war, erfolgte am 1. September 1981 die Rückbenennung in Enoshima Dentetsu. Der Busverkehr wurde am 12. August 1998 an das untergeordnete Unternehmen Enoden Bus ausgelagert. Seit 2009 besteht ein Partnerschaftsabkommen mit der Bahngesellschaft Keifuku Denki Tetsudō in Kyōto. Durch Aktientausch gelangte die Odakyu Group am 26. April 2019 in den vollständigen Besitz der Enoshima Dentetsu.